# Вулиця Митницька (Черкаси)
Вулиця Ми́тницька — вулиця в Черкасах, яка розташована в центральній частині міста і проходить перпендикулярно до бульвару Шевченка.

## Розташування
Починається від вулиці Верхня Горова на північному сході. Простягається на 1 км на південний захід до вулиці Надпільної. Потім проходить далі, але трохи зміщуючись на північ. Не доходячи до вулиці Привокзальної, вона роздвоюється на 2 провулки — Архітектурний на північ та Житлокоопівський на південь.

## Опис
Вулиця неширока, остання ділянка від вулиці Надпільної — вузька.

## Походження назви
Вперше вулиця згадується 1879 року як Соколовська. В період з 1893 по 1916 роки називалась Митницькою, адже починалась від спуску до Митниці. В 1916-1923 роках та в часи німецької окупації 1941–1943 років називалась Святославською. В часи становлення Радянської влади в 1923—1941 роках вулиця була перейменована в Радянську. 1941 року перед війною та в 1943-1956 роках вулиця була названа на честь Сталіна. 1956 року вулиця була названа на честь піонерів, 14 січня 2016 року вулиці була повернута сучасна назва.

## Будівлі

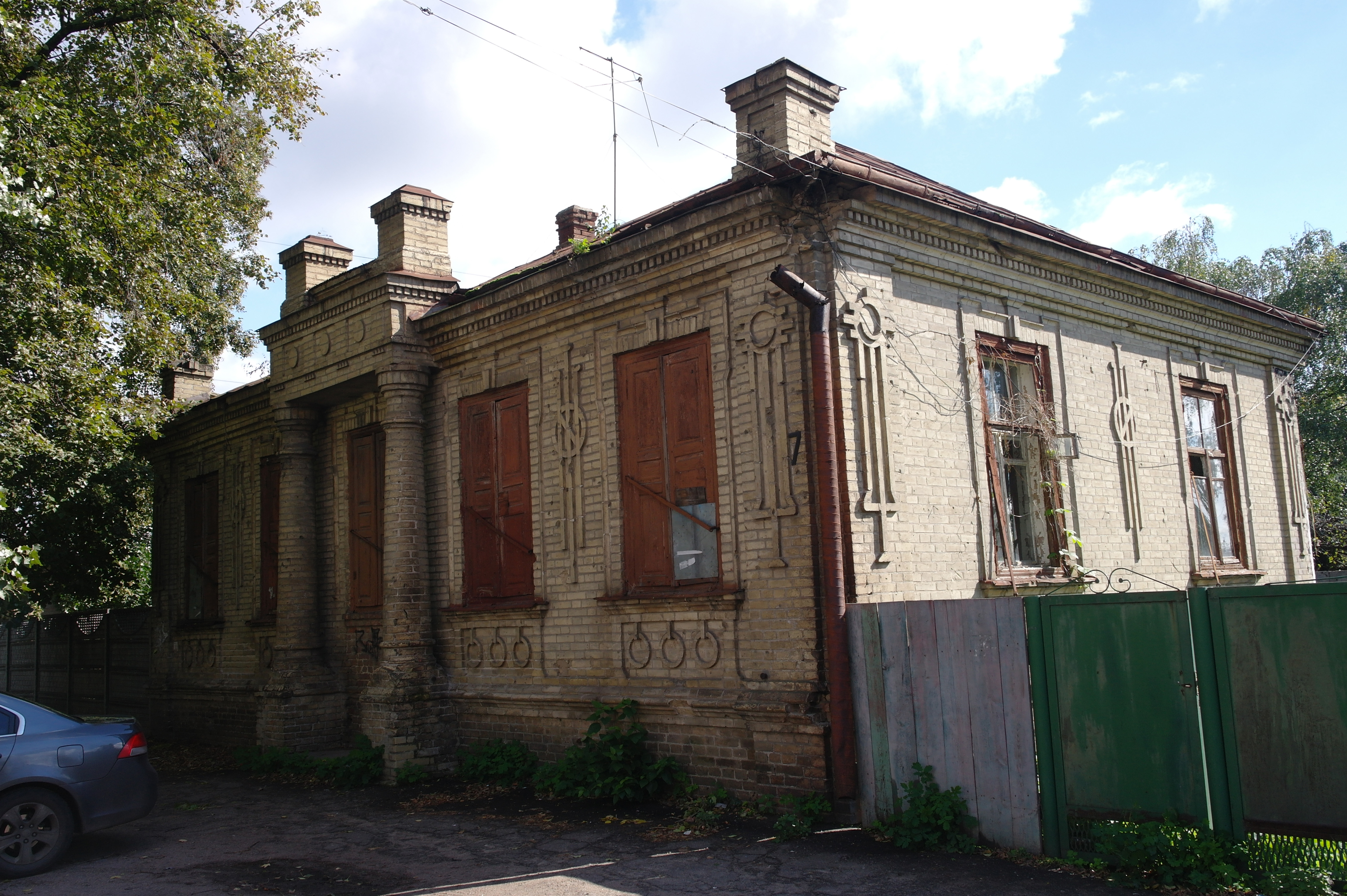
Буд. №7, пам'ятка архітектури

По вулиці знаходиться приватні житлові будинки, приватна автостанція «Авто-Експрес».